# Robert Mulligan
Robert Patrick Mulligan, född 23 augusti 1925 i Bronx i New York, död 20 december 2008 i Lyme i Connecticut, var en amerikansk TV- och filmregissör. Han var äldre bror till skådespelaren Richard Mulligan. Under 1960-talet samarbetade han ofta med producenten Alan J. Pakula.

## Filmografi i urval
- 1957 – Fruktan bryter ut
- 1961 – Möte i september
- 1962 – Skuggor över Södern
- 1963 – Natt med en främling
- 1965 – Popsångare på glid
- 1965 – Inside Daisy Clover
- 1967 – Förbjuden ingång
- 1968 – Den röda skuggan
- 1971 – Sommaren '42
- 1972 – Den andre
- 1978 – Samma tid nästa år
- 1982 – Kiss Me Goodbye
- 1988 – Claras hemlighet
- 1991 – Sommarmåne